# Mia tou Kléphti...
Pour plus de détails, voir Fiche technique et Distribution.
Mia tou Kléphti... (grec moderne : Μια του κλέφτη, qui pourrait se traduire par Un point pour le voleur...) est un film grec réalisé par Dimitris Ioannopoulos (el) et sorti en 1960.

## Synopsis
Un avocat (Dimitris Horn) est amoureux d'une jeune femme (Kakia Analyti). Alors qu'il est en vacances sur Paros, une femme mariée le poursuit de ses avances. Le mari de celle-ci (Dionysos Papagiannopoulos) se croyant trompé poursuit lui aussi l'avocat pour le surprendre avec son épouse. L'avocat passe son temps à fuir. Il retrouve alors par hasard la jeune fille dont il est amoureux. Celle-ci, le prenant pour un voleur l'aide à fuir. Lorsque la vérité est révélée, le film finit bien par un mariage.

## Fiche technique
- Titre : Mia tou Kléphti...
- Titre original : grec moderne : Μια του κλέφτη
- Réalisation : Dimitris Ioannopoulos (el)
- Scénario : Dimitris Ioannopoulos
- Direction artistique : Tasos Zographos
- Décors :
- Costumes :
- Photographie : Pavlos Filippou
- Son : Max Brenziger et Antonis Beraktaris
- Montage : Lefteris Siaskas
- Musique : Mimis Plessas
- Production :  Studio A
Iva Films
- Pays d'origine :  Grèce
- Langue : grec
- Format :  Couleurs
- Genre : Comédie sentimentale
- Durée : 87 minutes
- Dates de sortie : 1960

## Distribution
- Dimitris Horn
- Thanassis Vengos
- Kakia Analyti (el)
- Dionysis Papagiannopoulos (en)
- Kostas Rigopoulos (en)

## Récompenses
Semaine du cinéma grec 1960 (Thessalonique) : meilleur acteur (Dimitris Horn)